# Paris-Nice 1972
La course cycliste à étapes Paris-Nice a lieu en 1972 du 9 au 16 mars. Bien qu'Eddy Merckx eût été en tête de la course de bout en bout avant l'ultime étape Nice-Col d'Èze, c'est finalement Raymond Poulidor qui s'adjuge l'étape et le classement général de la course.
Eddy Merckx termine deuxième devant Luis Ocaña.
Eddy Merckx aura remporté le plus d'étapes sur cette édition avec trois victoires d'étapes, comme lors du Paris-Nice 1971.
Raymond Poulidor met ainsi fin, à l'âge de 36 ans, aux trois ans de règne d'Eddy Merckx, tenant du titre depuis 1969.
Il signe ainsi son premier succès dans la course au soleil, après avoir terminé deuxième lors des éditions 1966 derrière Jacques Anquetil et 1969 derrière ce même Eddy Merckx.

## Participants
Dans cette édition de Paris-Nice, 110 coureurs participent, divisés en 11 équipes : Gan-Mercier, Molteni, Bic, Rokado, Sonolor, Beaulieu-Flandria, Van Cauter-Magniflex-De Gribaldy, Werner, Peugeot-BP-Michelin, Gitane et Kas-Kaskol. L'épreuve est terminée par 82 coureurs.

## Étapes
| Étapes                | Date    | Villes étapes           | Km       | Vainqueur d'étape | Leader du classement général |
| --------------------- | ------- | ----------------------- | -------- | ----------------- | ---------------------------- |
| Prologue              | 9 mars  | Dourdan (clm)           | 1,7 km   | Eddy Merckx       | Eddy Merckx                  |
| 1re étape             | 10 mars | Dourdan - Vierzon       | 184 km   | Eric Leman        | Eric Leman                   |
| 2e étape              | 11 mars | Vierzon - Autun         | 128 km   | Eddy Merckx       | Eddy Merckx                  |
| 3e étape              | 12 mars | Autun - Saint-Étienne   | 209 km   | Eric Leman        | Eddy Merckx                  |
| 4e étape, 1er secteur | 13 mars | Saint-Étienne - Valence | 88 km    | André Dierickx    | Eddy Merckx                  |
| 4e étape, 2e secteur  | 13 mars | Valence - Valence (clm) | 4,9 km   | Rokado            | Eddy Merckx                  |
| 5e étape              | 14 mars | Valence - Manosque      | 175 km   | Eddy Merckx       | Eddy Merckx                  |
| 6e étape              | 15 mars | Manosque - Le Castellet | 189,5 km | Jean-Pierre Genet | Eddy Merckx                  |
| 7e étape, 1er secteur | 16 mars | Hyères - Nice           | 108 km   | Eddy Peelman      | Eddy Merckx                  |
| 7e étape, 2e secteur  | 16 mars | Nice - Col d'Èze (clm)  | 9,5 km   | Raymond Poulidor  | Raymond Poulidor             |

## Résultats des étapes

### Prologue
9-03-1972. Dourdan, 1,7 km (clm).
|    | Cycliste                      | Équipe                           | Temps      |
| -- | ----------------------------- | -------------------------------- | ---------- |
| 1  | Eddy Merckx                   | Molteni                          | 2 min 41 s |
| 2  | Raymond Poulidor              | Gan-Mercier                      | + 6 s      |
| 3  | Gerben Karstens               | Rokado                           | + 8 s      |
| 4  | Yves Hézard                   | Sonolor                          | + 9 s      |
| 5  | Luis Ocaña                    | Bic                              | + 10 s     |
| 6  | José Antonio González Linares | Kas-Kaskol                       | m.t.       |
| 7  | Raymond Delisle               | Peugeot-BP-Michelin              | + 13 s     |
| 8  | Leif Mortensen                | Bic                              | m.t.       |
| 9  | José Manuel Fuente            | Kas-Kaskol                       | m.t.       |
| 10 | Joaquim Agostinho             | Van Cauter-Magniflex-De Gribaldy | + 14 s     |

### 1reétape
10-03-1972. Dourdan-Vierzon, 184 km.
|    | Cycliste             | Équipe                           | Temps           |
| -- | -------------------- | -------------------------------- | --------------- |
| 1  | Eric Leman           | Bic                              | 3 h 57 min 15 s |
| 2  | Gerben Karstens      | Rokado                           | m.t.            |
| 3  | Daniel Van Ryckeghem | Sonolor                          | m.t.            |
| 4  | Eddy Merckx          | Molteni                          | m.t.            |
| 5  | Rolf Wolfshohl       | Rokado                           | m.t.            |
| 6  | Jacky Mourioux       | Gan-Mercier                      | m.t.            |
| 7  | Jacques Cadiou       | Gan-Mercier                      | m.t.            |
| 8  | Willy De Geest       | Van Cauter-Magniflex-De Gribaldy | m.t.            |
| 9  | Eddy Peelman         | Gan-Mercier                      | m.t.            |
| 10 | Jean-Pierre Genet    | Gan-Mercier                      | m.t.            |

### 2eétape
11-03-1972. Vierzon-Autun 214 km.
|    | Cycliste             | Équipe      | Temps           |
| -- | -------------------- | ----------- | --------------- |
| 1  | Eddy Merckx          | Molteni     | 5 h 50 min 32 s |
| 2  | Raymond Poulidor     | Gan-Mercier | + 3 s           |
| 3  | Jacques Cadiou       | Gan-Mercier | + 7 s           |
| 4  | Gerben Karstens      | Rokado      | m.t.            |
| 5  | Daniel Van Ryckeghem | Sonolor     | m.t.            |
| 6  | Jacky Mourioux       | Gan-Mercier | m.t.            |
| 7  | Eric Leman           | Bic         | m.t.            |
| 8  | Barry Hoban          | Gan-Mercier | m.t.            |
| 9  | Roger Swerts         | Molteni     | m.t.            |
| 10 | Daniel Rebillard     | Sonolor     | m.t.            |

### 3eétape
12-03-1972. Autun-Saint-Étienne 209 km.
|    | Cycliste             | Équipe                           | Temps           |
| -- | -------------------- | -------------------------------- | --------------- |
| 1  | Eric Leman           | Bic                              | 5 h 20 min 00 s |
| 2  | Barry Hoban          | Gan-Mercier                      | m.t.            |
| 3  | Daniel Van Ryckeghem | Sonolor                          | m.t.            |
| 4  | Rolf Wolfshohl       | Rokado                           | m.t.            |
| 5  | José López Rodríguez | Werner                           | m.t.            |
| 6  | Georges Pintens      | Van Cauter-Magniflex-De Gribaldy | m.t.            |
| 7  | Alain Santy          | Bic                              | m.t.            |
| 8  | Santiago Lazcano     | Kas-Kaskol                       | m.t.            |
| 9  | Yves Hézard          | Sonolor                          | m.t.            |
| 10 | Joop Zoetemelk       | Beaulieu-Flandria                | m.t.            |

### 4eétape,1ersecteur
13-03-1972. Saint-Étienne-Valence, 88 km.
|    | Cycliste            | Équipe                           | Temps           |
| -- | ------------------- | -------------------------------- | --------------- |
| 1  | André Dierickx      | Beaulieu-Flandria                | 2 h 08 min 08 s |
| 2  | Rolf Wolfshohl      | Rokado                           | m.t.            |
| 3  | Willy De Geest      | Van Cauter-Magniflex-De Gribaldy | m.t.            |
| 4  | José Antonio Pontón | Werner                           | m.t.            |
| 5  | Roger Pingeon       | Peugeot-BP-Michelin              | m.t.            |
| 6  | Jesús Manzaneque    | Kas-Kaskol                       | m.t.            |
| 7  | René Grenier        | Gitane                           | m.t.            |
| 8  | Georges Chappe      | Gitane                           | m.t.            |
| 9  | Georges Barras      | Molteni                          | m.t.            |
| 10 | Willy Abbeloos      | Van Cauter-Magniflex-De Gribaldy | + 8 s           |

### 4eétape,2esecteur
13-03-1972. Valence-Valence, 4,9 km (clm).
|    | Équipe                           | Temps      |
| -- | -------------------------------- | ---------- |
| 1  | Rokado                           | 6 min 21 s |
| 2  | Sonolor                          | m.t.       |
| 3  | Werner                           | + 2 s      |
| 4  | Molteni                          | + 3 s      |
| 5  | Kas-Kaskol                       | + 4 s      |
| 6  | Van Cauter-Magniflex-De Gribaldy | + 8 s      |
| 7  | Peugeot-BP-Michelin              | + 9 s      |
| 8  | Beaulieu-Flandria                | + 14 s     |
| 9  | Gan-Mercier                      | + 18 s     |
| 10 | Gitane                           | + 23 s     |

### 5eétape
14-03-1972. Valence-Manosque, 175 km.
|    | Cycliste          | Équipe                           | Temps           |
| -- | ----------------- | -------------------------------- | --------------- |
| 1  | Eddy Merckx       | Molteni                          | 5 h 17 min 59 s |
| 2  | Luis Ocaña        | Bic                              | + 5 s           |
| 3  | Raymond Poulidor  | Gan-Mercier                      | m.t.            |
| 4  | Miguel María Lasa | Kas-Kaskol                       | + 20 s          |
| 5  | Yves Hézard       | Sonolor                          | + 23 s          |
| 6  | Alain Santy       | Bic                              | m.t.            |
| 7  | Leif Mortensen    | Bic                              | m.t.            |
| 8  | Willy De Geest    | Van Cauter-Magniflex-De Gribaldy | + 26 s          |
| 9  | Raymond Delisle   | Peugeot-BP-Michelin              | + 32 s          |
| 10 | Joop Zoetemelk    | Beaulieu-Flandria                | m.t.            |

### 6eétape
15-03-1972. Manosque-Le Castellet, 189,5 km.
|   | Cycliste             | Équipe                           | Temps           |
| - | -------------------- | -------------------------------- | --------------- |
| 1 | Jean-Pierre Genet    | Gan-Mercier                      | 5 h 13 min 27 s |
| 2 | Edward Janssens      | Van Cauter-Magniflex-De Gribaldy | m.t.            |
| 3 | Daniel Van Ryckeghem | Sonolor                          | + 25 s          |
| 4 | Eddy Merckx          | Molteni                          | m.t.            |
| 5 | Rolf Wolfshohl       | Rokado                           | m.t.            |
| 6 | Jacky Mourioux       | Gan-Mercier                      | m.t.            |
| 7 | Domingo Perurena     | Kas-Kaskol                       | m.t.            |
| 8 | Georges Claes        | Beaulieu-Flandria                | m.t.            |
| 9 | Yves Hézard          | Sonolor                          | m.t.            |

### 7eétape,1ersecteur
16-03-1972. Hyères-Nice, 153 km.
|   | Cycliste            | Équipe      | Temps           |
| - | ------------------- | ----------- | --------------- |
| 1 | Eddy Peelman        | Gan-Mercier | 3 h 38 min 58 s |
| 2 | Gerben Karstens     | Rokado      | m.t.            |
| 3 | Daniel Vanryckeghem | Sonolor     | m.t.            |
| 4 | Rolf Wolfshohl      | Rokado      | m.t.            |
| 5 | Jacky Mourioux      | Gan-Mercier | m.t.            |
| 6 | Jacques Cadiou      | Gan-Mercier | m.t.            |
| 7 | Jaak de Boever      | Bic         | m.t.            |

### 7eétape,2esecteur
16-03-1972. Nice-Col d'Èze, 9,5 km (clm).
|    | Cycliste           | Équipe              | Temps        |
| -- | ------------------ | ------------------- | ------------ |
| 1  | Raymond Poulidor   | Gan-Mercier         | 20 min 04 s  |
| 2  | Eddy Merckx        | Molteni             | + 22 s       |
| 3  | Raymond Delisle    | Peugeot-BP-Michelin | + 37 s       |
| 4  | Luis Ocaña         | Bic                 | + 44 s       |
| 5  | Miguel María Lasa  | Kas-Kaskol          | + 53 s       |
| 6  | Leif Mortensen     | Bic                 | + 1 min 07 s |
| 7  | José Manuel Fuente | Kas-Kaskol          | + 1 min 08 s |
| 8  | Roger Pingeon      | Peugeot-BP-Michelin | + 1 min 11 s |
| 9  | Joop Zoetemelk     | Beaulieu-Flandria   | + 1 min 13 s |
| 10 | Jesús Manzaneque   | Kas-Kaskol          | + 1 min 20 s |

## Classements finals

### Classement général
|    | Cycliste          | Équipe                           | Temps            |
| -- | ----------------- | -------------------------------- | ---------------- |
| 1  | Raymond Poulidor  | Gan-Mercier                      | 31 h 43 min 57 s |
| 2  | Eddy Merckx       | Molteni                          | + 6 s            |
| 3  | Luis Ocaña        | Bic                              | + 52 s           |
| 4  | Raymond Delisle   | Peugeot-BP-Michelin              | + 1 min 15 s     |
| 5  | Miguel María Lasa | Kas-Kaskol                       | + 1 min 19 s     |
| 6  | Leif Mortensen    | Bic                              | + 1 min 35 s     |
| 7  | Roger Pingeon     | Peugeot-BP-Michelin              | + 1 min 41 s     |
| 8  | Willy De Geest    | Van Cauter-Magniflex-De Gribaldy | + 1 min 44 s     |
| 9  | Yves Hézard       | Sonolor                          | + 1 min 49 s     |
| 10 | Joop Zoetemelk    | Beaulieu-Flandria                | + 1 min 51 s     |

## Sources
Paris-Nice 1972.
1. ↑  (en) « Paris - Nice », sur siteducyclisme.com (consulté le 24 avril 2023).